# Ephippiochthonius juliae
Espèce
Ephippiochthonius juliae est une espèce de pseudoscorpions de la famille des Chthoniidae.

## Distribution
Cette espèce est endémique d'Adjarie en Géorgie. Elle se rencontre vers Kobouleti.

## Habitat
Cette espèce se rencontre dans des tourbières de Sphagnum sp..

## Description
La femelle holotype mesure 1,6 mm, les mâles mesurent de 1,4 à 1,5 mm et les femelles de 1,4 à 1,6 mm.

## Systématique et taxinomie
Cette espèce a été décrite par Kolesnikov, Przhiboro et Turbanov en 2023.

## Étymologie
Cette espèce est nommée en l'honneur de Yulia Dunaeva. 

## Publication originale
- Kolesnikov, Przhiboro & Turbanov, 2023 : « The pseudoscorpions of the Caucasian Sphagnum bogs: part II. Description of Ephippiochthonius juliae sp.n. from Georgia, with remarks on the taxonomic status of some Caucasian species of the genus Ephippiochthonius Beier, 1930 (Arachnida: Pseudoscorpiones: Chthoniidae). » Arthropoda Selecta, vol. 32, no 1, p. 65–74 (texte intégral).